# 2023年ガボンクーデター

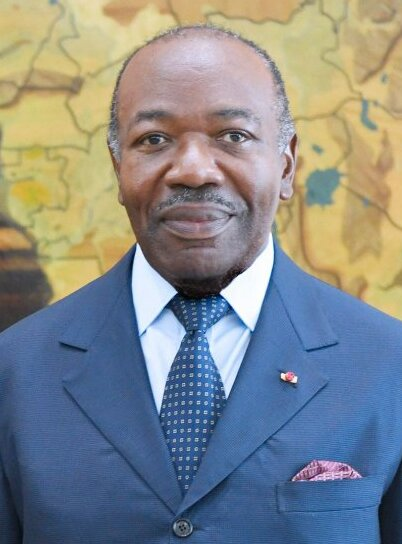
失脚したオンディンバ大統領（2022年撮影）

2023年ガボンクーデター（2023ねんガボンクーデター）は、2023年8月30日にガボンにおいて同国国軍が企図したクーデターである。

## 概要
1967年12月にオマール・ボンゴ・オンディンバが大統領に就任して以降、オンディンバ一族が55年に渡る長期政権を築いていた。彼らの統治下でガボンは汚職と縁故主義の告発に悩まされており、大統領選挙の勝利後に野党が結集できないようにするために選挙の時期を変更するために何度も変更された。8月17日の独立記念日の演説で2023年ニジェールクーデターに言及し、ガボンが「不安定化」にさらされることを許さないと主張した。同国はOPEC加盟国かつアフリカの主要な石油生産国（国家歳入の60%を占める）の1つであり、アフリカ大陸で最も高い一人当たりGDPの大半であるにもかかわらず、深刻な社会経済危機に直面している。
2023年8月26日に行われた大統領選挙の後、8月30日の公式発表によれば、3期目の再選を目指していた現職大統領アリ・ボンゴ・オンディンバが当選者と宣言した。対抗馬であったアルバート・オンド・オッサは「ボンゴ陣営が画策した不正行為」を非難した。公式発表の2時間前に勝利を宣言しており、ボンゴに対し、自身が主張する得票数に基づいて平和的な権力移譲を促進するよう促した。
選挙結果が発表された同月30日、ガボン軍の幹部がテレビ放送でオンディンバ政権が崩壊したことを発表した。オンディンバ大統領の逮捕だけでなく、息子であるヌーレッディン・ボンゴ・ヴァランタン大統領府統括調整官やガボン民主党幹部ら5人の逮捕をテレビで報じた。
同月31日にはブリス・クロテール・オリギ・ンゲマが暫定大統領の就任宣言を行った。軍事政権は選挙後から実施していた夜間外出禁止令を、8月30日の午後6時から8月31日午前6時まで部分的に解除している。国内では主要都市で政権崩壊の祝賀行事が行われ、リーブルビル港は業務を停止した。
国際社会からは民政復帰への具体的な日程表を示すよう圧力が加えられ、軍事政権は2023年11月13日に新憲法案を2024年10月に提出、同年末までに国民投票で採択した上で、2025年8月に総選挙を実施すると表明した。

## 国際社会の反応
- ロシア - ロシア外務省のマリア・ザハロワ報道官は「我が国の友好国であるガボンの国内情勢が安定するよう、望んでいる」と記者団に語った[9]。
- 中国 - 中国外交部の汪文斌報道官も「ガボンの関係者は対話を通じて意見の相違を平和的に解決するように」と記者会見で求めた[10]。